# Tatarzy w Polsce

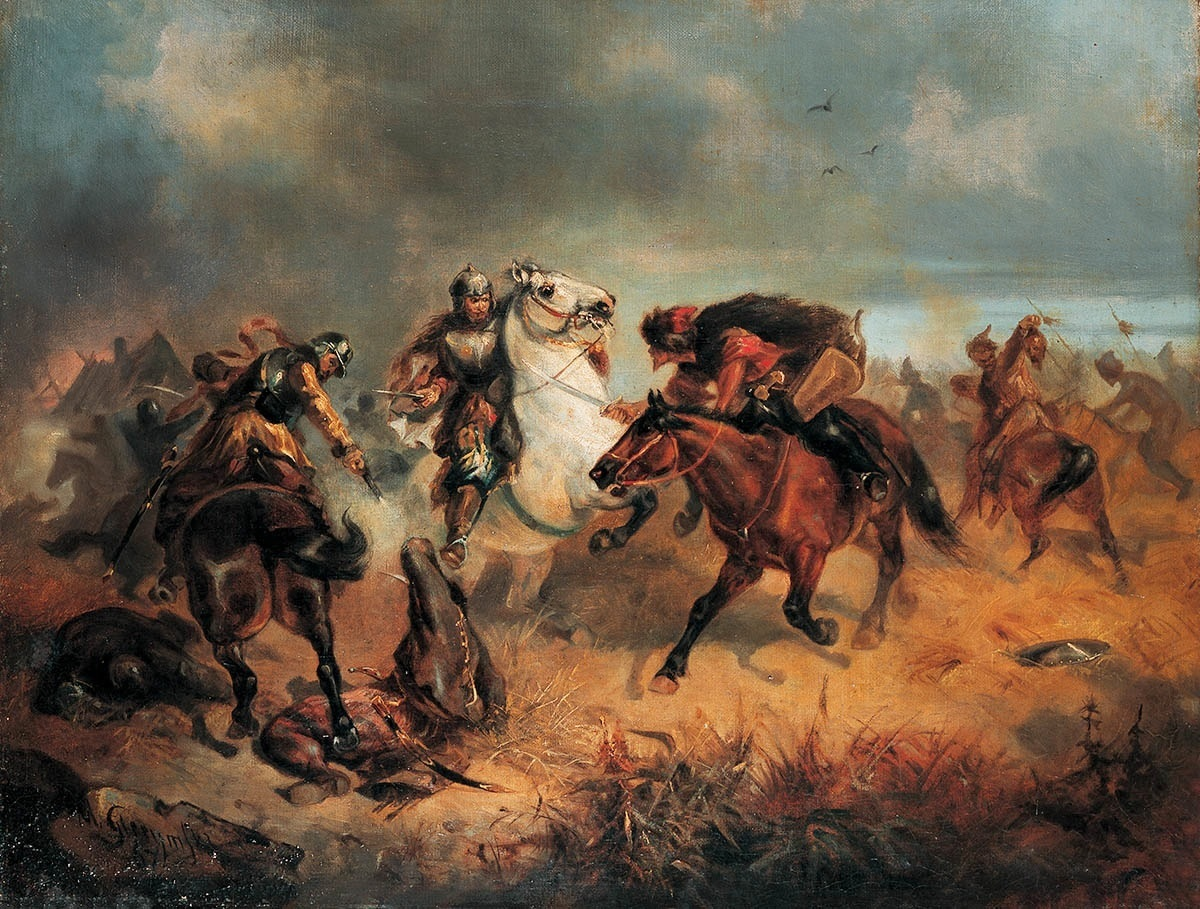
Potyczka z Tatarami, obraz Maksymiliana Gierymskiego z 1867

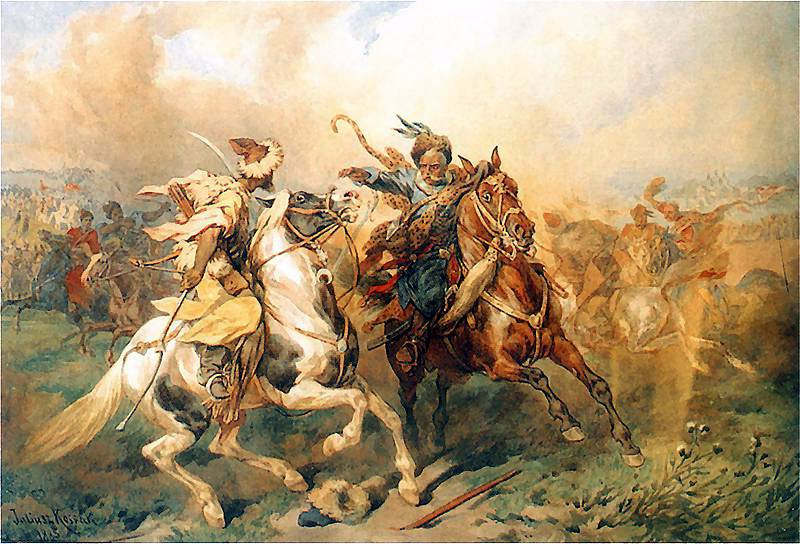
Taniec tatarski (mal. Juliusz Kossak)

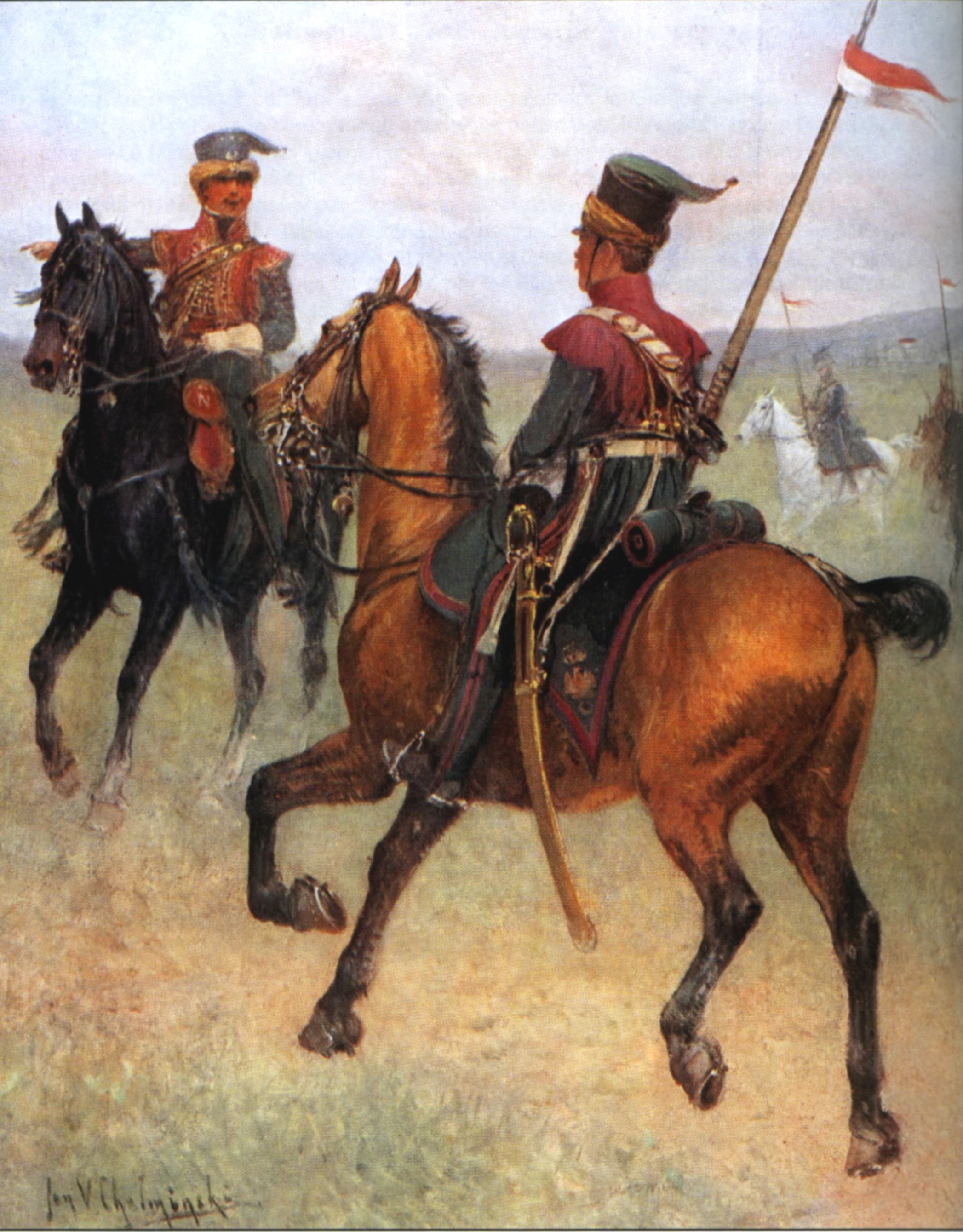
Tatarzy litewscy z epoki napoleońskiej

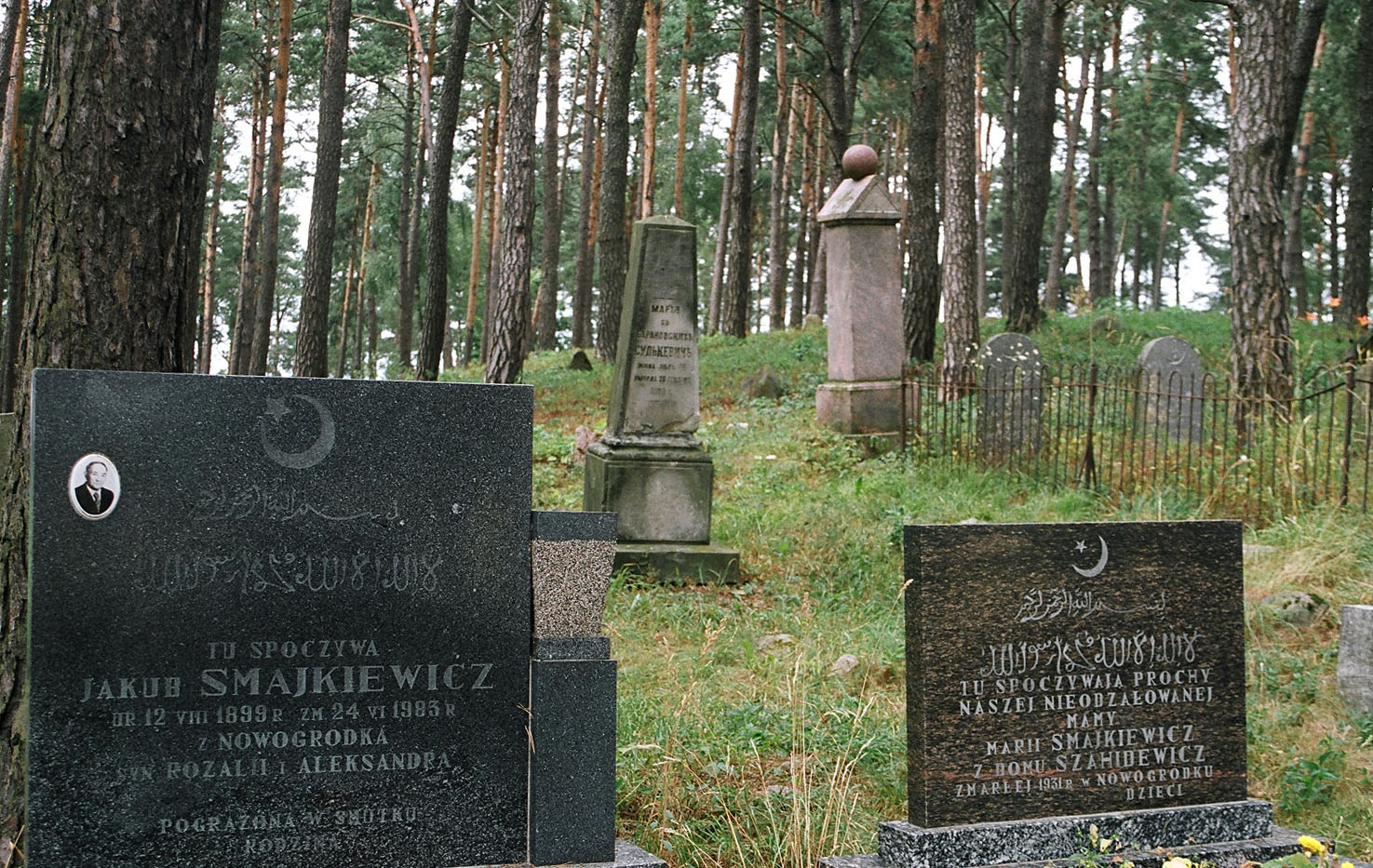
Bohoniki – cmentarz muzułmański

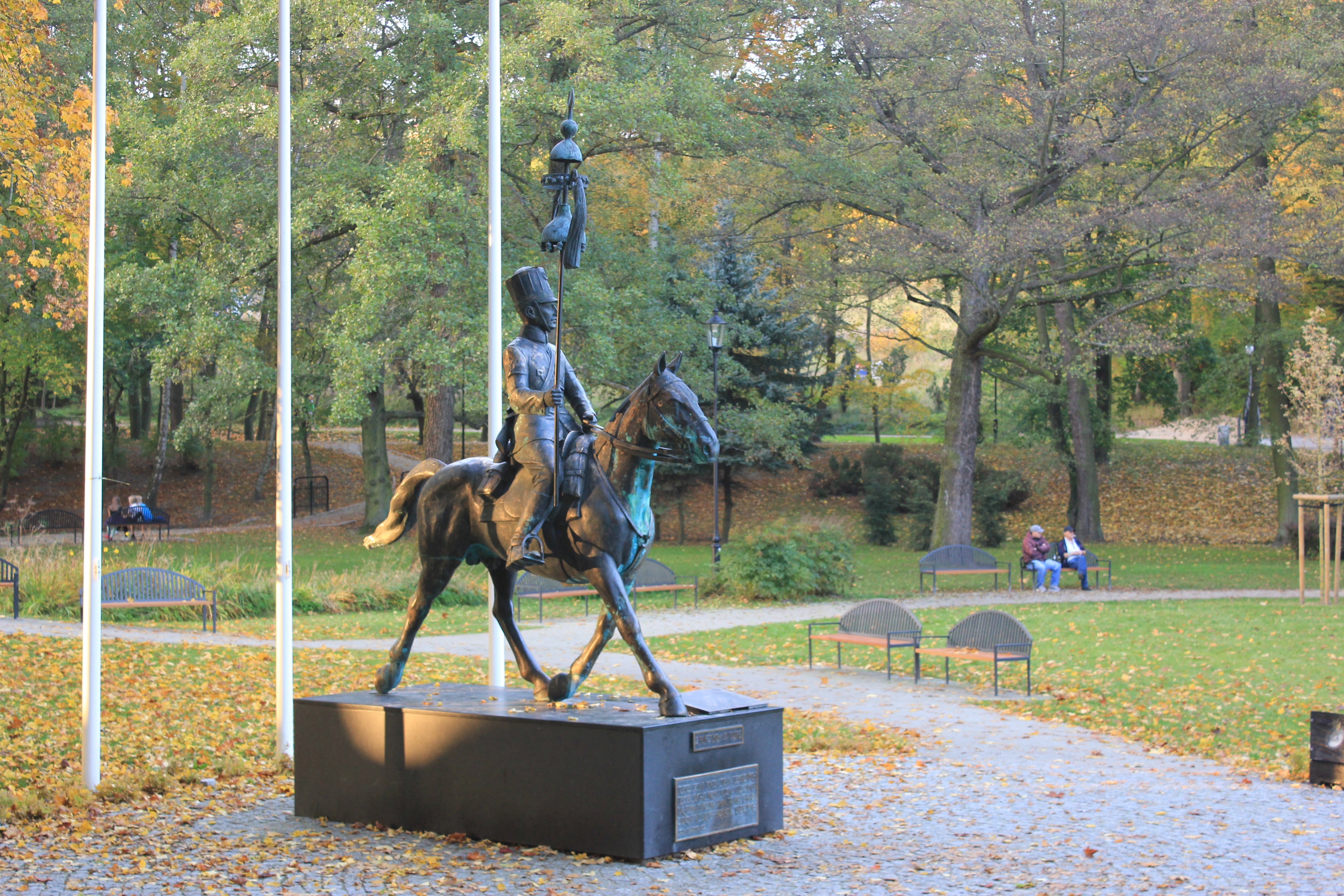
Pomnik Tatara Polskiego w Gdańsku

Tatarzy polscy – termin rozpowszechniony w okresie międzywojennym, określający Tatarów mieszkających na dawnych terenach Rzeczypospolitej Obojga Narodów. Dawniej nazywani również Tatarami litewskimi lub Tatarami litewsko-polskimi. Współcześnie mniejszość etniczna w Polsce.

## Historia
Tatarzy osiedlali się w Wielkim Księstwie Litewskim od końca XIV w., głównie w okolicach Wilna, Trok, Grodna i Kowna, a od XVII w. także w Koronie, gł. na Wołyniu i Podolu, a u schyłku wieku na Suwalszczyźnie. Nazywano ich Lipkami lub Muślimami. Nazwa Lipki pochodziła od tureckiej nazwy Litwy.
Najczęściej byli to uchodźcy polityczni należący do starszyzny tatarskiej Złotej Ordy i Krymu, przyjmowani szczególnie chętnie przez księcia Witolda i osadzani na ziemi jako ludność zobowiązana do służby wojskowej (na ogół w odrębnych chorągwiach tatarskich). Takim zbiegiem szukającym schronienia u Witolda był chan Złotej Ordy, Tochtamysz, który uciekł na Litwę przed swoim przeciwnikiem w 1395. W wyniku wypraw Witolda na Krym na Litwie osiedlono wielu Tatarów, sojuszników i jeńców, którzy zamieszkali wokół Trok oraz nad rzeką Waką. W 1409 na Litwę uciekli z wojskiem synowie Tochtamysza prowadzeni przez Dżalal ad-Dina, który walczył u boku Witolda pod Grunwaldem. W wojnie z Krzyżakami w 1414 brał udział tatarski oddział Betsub-ułana, młodszego syna Tochtamysza. W latach 30. XV w. emigracja tatarska przeżywała swoje apogeum. Tatarzy osiedlani byli w okolicach Trok, Wilna, Kowna, Lidy, Krewy, Nowogródka i Grodna. Osadnictwo zwiększali tatarscy jeńcy wojenni, którzy przez kolejnych władców osadzani byli we wsiach tatarskich na Litwie. Ostatnie grupy emigrantów politycznych z tatarszczyzny przybyły do Wielkiego Księstwa na początku XVI w.
Otrzymywane przez Tatarów hospodarskich, czyli pochodzących z arystokracji tatarskiej, liczne przywileje zapewniły im zachowanie pewnej autonomii i muzułmańskiej religii. Rody (np. Glińscy, Szyryńscy, Barancewicze) otrzymywały herby i nadania ziemskie w zamian za służbę wojskową. Wraz ze starszyzną przybywali na Litwę tzw. Tatarzy-Kozacy, nienależący do rodów arystokratycznych, którzy parali się rolnictwem. Obie grupy otrzymały przywileje od Zygmunta II Augusta w latach 1561 i 1568, Stefana Batorego w 1576, Zygmunta III Wazy w 1609 i Władysława IV w 1634. Kolejną grupą społeczną byli płacący pogłówne tzw. Tatarzy miejscy, osiedleni na przedmieściach miast, których nie obejmowały królewskie i sejmowe przywileje. Według obliczeń historyków w XVI w. ziemie Wielkiego Księstwa zamieszkiwało 3000–4000 Tatarów. Na przełomie XV i XVI w. w wojsku polsko-litewskim pojawiły się pierwsze roty tatarskie. W wyniku wojen z Moskwą część Tatarów przeniosła się do dóbr magnackich na Ukrainie.
W II połowie XVII i XVIII w. szlachta tatarska w znacznym stopniu się spolonizowała, zaś Tatarzy w miastach ulegli wpływom białoruskim. W 1673, z powodu negowania ich szlachectwa, część Tatarów polsko-litewskich przeszła na stronę armii sułtana Mehmeda IV, jednak wkrótce większość z nich wróciła na stronę polsko-litewską. W wyniku postanowień rozejmu w Żurawnie Lipkowie mieli wrócić pod panowanie tureckie. Osiedli w pobliżu Kamieńca Podolskiego, posiłkując załogę turecką przeciw Polsce.
W okresie międzywojennym w granicach Polski żyło ok. 5,5 tysiąca Tatarów (województwo wileńskie, nowogródzkie i białostockie).
Tatarzy zachowali odrębność wyznaniową, tradycję pochodzenia i obyczaje; działał Związek Kulturalno-Oświatowy Tatarów RP, Tatarskie Muzeum Narodowe w Wilnie, Tatarskie Archiwum Narodowe. W czasie II wojny światowej Tatarzy ponieśli dotkliwe straty, szczególnie wśród inteligencji.
Po wojnie w granicach Polski pozostały 2 wsie, które zachowały charakter tatarski; obie leżą w dzisiejszym województwie podlaskim (Bohoniki i Kruszyniany). Ponadto Tatarzy żyją rozproszeni w Gdańsku, Białymstoku, Warszawie i Gorzowie Wielkopolskim i Trzciance. Według narodowego spisu powszechnego 2011 narodowość tatarską zadeklarowało 1916 osób, z czego 665 jako jedyną.
Od 28 grudnia 1925 działa Muzułmański Związek Religijny w Rzeczypospolitej Polskiej (obecnie z siedzibą w Białymstoku), a od 1992 Związek Tatarów Rzeczypospolitej Polskiej (z autonomicznymi oddziałami w Białymstoku i Gdańsku).
Zwyczaje Tatarów zamieszkujących w dawnej Rzeczypospolitej zostały opisane m.in. w powstałym w roku 1558 Traktacie o Tatarach polskich.

### Znani potomkowie Tatarów litewskich
- Hassan Konopacki – białoruski, rosyjski i polski wojskowy, polityk i dziennikarz narodowości tatarskiej.
- Jakub Szynkiewicz – muzułmański duchowny, teolog i tłumacz, mufti.
- Łukasz Biegański – generał dywizji armii Księstwa Warszawskiego i Królestwa Polskiego, jeden z dowódców insurekcji kościuszkowskiej.
- Charles Bronson – amerykański aktor; jego ojciec był potomkiem Lipków zamieszkałych w Rzeczypospolitej Obojga Narodów.
- Emir Buczacki – polski aktor o korzeniach tatarskich[7].
- Wacław Dawidowicz – profesor nauk prawnych, specjalizujący się w prawie administracyjnym.
- Aleksander Jeljaszewicz – dowódca 1 szwadronu tatarskiego 13 Pułku Ułanów Wileńskich.
- Adas Jakubauskas – litewski politolog.
- Aleksander Sulkiewicz – polski działacz socjalistyczny i niepodległościowy, legionista.
- Konstanty Sulkiewicz – polski prawnik, oficer Wojska Polskiego, ofiara zbrodni katyńskiej.
- Leon Sulkiewicz – oficer Wojska Polskiego.
- Matwiej Sulejman Sulkiewicz – rosyjski generał, przywódca Krymskiej Republiki Ludowej.
- Aleksander Romanowicz – generał kawalerii w armii rosyjskiej i polskiej.
- Jan Lechoń – polski poeta i diarysta, współzałożyciel grupy Skamander, pochodzenie jego rodziny wywodziło się od Tatarów żmudzkich[8].
- Henryk Sienkiewicz – polski pisarz – noblista; jego ojciec pochodził od Tatarów, którzy osiedlili się na Litwie w XVI i XVII wieku[9].
- Bruno Abdank-Abakanowicz – matematyk, wynalazca i elekrotechnik; pochodził ze szlacheckiej rodziny o tatarskim rodowodzie.
- Magdalena Abakanowicz – artystka; pochodziła ze szlacheckiej rodziny o tatarskim rodowodzie.
- Selim Chazbijewicz – polski humanista, publicysta, poeta oraz były ambasador RP w Kazachstanie i Kirgistanie.
- Rafał Gan-Ganowicz – polski najemnik, dziennikarz, działacz polityczny i społeczny. Pochodził z rodziny o korzeniach tatarskich, posługującej się herbem Rawicz.
- Osman Achmatowicz – profesor, polski chemik.
- Aleksander Achmatowicz – prawnik, minister sprawiedliwości w rządach Krymu i Litwy Środkowej, senator w okresie II Rzeczypospolitej.
- Glen Powell – amerykański aktor, jego ojciec był potomkiem Lipków[10].
- Musa Czachorowski - dziennikarz, poeta i prozaik, tłumacz, wywodzący się z rodziny o korzeniach tatarskich herbu Korab.

## Współczesność
Tatarzy to mniejszość etniczna, do której przynależność podczas przeprowadzonego w 2011 narodowego spisu powszechnego ludności i mieszkań zadeklarowało 1916 obywateli polskich (wg danych poprzedniego narodowego spisu powszechnego ludności i mieszkań z 2002 liczebność mniejszości tatarskiej wynosiła 447 osób), w tym: w województwie podlaskim – 539 osób (według narodowego spisu powszechnego ludności i mieszkań z 2002 – 319), mazowieckim – 332 (według narodowego spisu powszechnego ludności i mieszkań z 2002 – 22), pomorskim – 175 (według narodowego spisu powszechnego ludności i mieszkań z 2002 – 28).
Tatarzy zamieszkują rdzenne kolonie tatarskie na Białostocczyźnie (Bohoniki i Kruszyniany) oraz miasta: Białystok, Sokółkę, Dąbrowę Białostocką, Warszawę i Gdańsk.
Tatarzy w Polsce zatracili znajomość swojego ojczystego języka, pozostali natomiast wierni religii muzułmańskiej. Istotne znaczenie w życiu mniejszości tatarskiej odgrywa działalność Muzułmańskiego Związku Religijnego w Rzeczypospolitej Polskiej.
W 2020 nakładem wydawnictwa Czarne ukazał się zbiór reportaży Bartosza Panka poświęconych społeczności tatarskiej w Polsce pt. U nas każdy jest prorokiem. O Tatarach w Polsce.
W 2023 r. ukazała się publikacja Stowarzyszenia Jedności Muzułmańskiej pt. Kęsim, kęsim czyli Urywki z najnowszej historii Tatarów i islamu w Polsce w listach Macieja Konopackiego do Mahmuda Tahy Żuka (1968-1977).

### Media
TVP Białystok nadaje raz w miesiącu program o tematyce związanej z mniejszością tatarską zamieszkującą województwo podlaskie pt. Tatarskie Wieści (dawniej w programie wszystkich mniejszości narodowych i etnicznych w województwie podlaskim pt. Sami o sobie).
Najważniejsze tytuły prasowe to:
- Rocznik Tatarów Polskich – rocznik,
- Przegląd Tatarski – kwartalnik,
- Życie Tatarskie – dwumiesięcznik wydawany w latach 1998–2017.

W 2021 na antenie TVP Dokument miała miejsce premiera 8-odcinkowego serialu dokumentalnego Tatarzy polscy.